# Mamoudou Karamoko
Mamoudou Karamoko (født 8. september 1999) er en fransk professionel fodboldspiller, der spiller som angriber for den rumænske klub FC Dinamo București. Karamoko har tidligere spillet for den danske superligaklub F.C. København.

## Karriere
Karamoko begyndte sin ungdomskarriere i Paris FC som 12-årig, og skiftede til akademiet i Strasbourg i december 2016. Han fik sin professionelle  debut for Strasbourg i en 1–0 sejr i Coupe de France over Grenoble Foot 38 den 16. januar 2019.
Han har herefter spillet i tyske VfL Wolfsburg og østrigske LASK samt været udlejet til FC Juniors OÖ. 
Den 31. januar 2022 blev det offentliggjort, at han skiftede til F.C. København. Karamoko opnåede imidlertid begrænset med spilletid i F.C. København, bl.a. grundet skader, og den 1. august 2023 blev det offentliggjort, at der var indgået lejeaftale med den ungarske klub Fehérvár for 2023/24-sæsonen. Karamoko opnåede i alt 10 kampe for F.C. København (7 suerliga, 1 pokal og 2 Conference League) inden lejemålet. 
I Fehérvár FC opnåede Karamoko 24 kampe, hvori han scorede 5 mål inden lejekontrakten udløb i sommeren 2024, hvorefter han vendte retur til F.C. København, der kort efter indgik lejeaftale med Ujpest FC for et år med en købsoption. Ved udløbet af lejekontrakten  blev han solgt til rumænske Dinamo București.